# Vladas Mironas
Vladas Mironas est un prêtre catholique et homme d'État lituanien né le 22 juin 1880 à Kuodiškės, dans la municipalité de Rokiškis, et mort le 18 février 1953 à Vladimir, en Union soviétique. En février 1918, il est l'un des vingt signataires de la déclaration d'indépendance de la Lituanie.
Mironas occupe le poste de Premier ministre de mars 1938 à mars 1939. Après l'occupation des pays baltes par l'Union soviétique, il est arrêté par le NKVD une première fois en 1940, puis à nouveau en 1945 et enfin en 1947. Il est condamné à sept ans de réclusion à Vladimir, mais meurt avant la fin de sa peine.